# Dąbrowa (rejon solecznicki)
Dąbrowa – dawna kolonia. Tereny, na których była położona, leżą obecnie na Litwie, w okręgu wileńskim, w rejonie solecznickim, w gminie Dziewieniszki.

## Historia
W czasach zaborów w gminie Dziewieniszki, w powiecie oszmiańskim, w guberni wileńskiej Imperium Rosyjskiego
W latach 1921–1945 kolonia leżała w Polsce, w województwie wileńskim, w powiecie oszmiańskim, w gminie Dziewieniszki.
W 1931 w 1 domu zamieszkiwało 10 osób.
Wierni należeli do parafii rzymskokatolickiej w Dziewieniszkach. Miejscowość podlegała pod Sąd Grodzki w Holszanach i Okręgowy w Wilnie; właściwy urząd pocztowy mieścił się w Dziewieniszkach.